# Jörg Bode (Fußballspieler)
Jörg Bode (* 22. August 1969 in Melle) ist ein deutscher Fußballtrainer und ehemaliger Fußballspieler. Sein Spitzname ist „Jockel“.
Der Mittelfeldspieler Bode begann das Fußballspielen bei TuRa Grönenberg Melle im Osnabrücker Raum und wechselte noch in der Jugend zum VfL Osnabrück. Von hier aus kam Bode zur Saison 1988/89 zum damaligen Oberligisten Arminia Bielefeld, wo er in 22 Spielen zwei Tore erzielen konnte.
Bereits ein Jahr später, zur Saison 1989/90, wechselte Jörg Bode zum Erstligisten Hamburger SV. Nach einem ordentlichen ersten Bundesliga-Jahr mit 18 Einsätzen, hatte er beim HSV im Spieljahr 1990/91 einen schweren Stand, da er auf der rechten Außenbahn Harald Spörl und zeitweise auch Manfred Kaltz vor sich hatte. Im Dezember 1990 äußerte Bode seinen Wunsch, den HSV zu verlassen. Er bestritt letztlich für den HSV in fünf Spielzeiten bis zum Ende der Saison 1994/95 insgesamt 82 Spiele und erzielte drei Tore.
1995 kehrte Jörg Bode zu Arminia Bielefeld, die sich gerade für die neu gegründete Regionalliga West/Südwest qualifiziert hatten, zurück. Ihm gelang mit der Mannschaft der direkte zweimalige Aufstieg in die Bundesliga, und er blieb bis zur Saison 2001/02 im Verein.
Nach seinem Wechsel zum Regionalligisten FC Augsburg, für die Bode zwei Spielzeiten spielte, und einer Spielzeit 2004/05 bei TSV Bobingen, ging Jörg Bode zum Oberligisten SC Verl. In der Saison 2006/07 schaffte er mit dem SC Verl den Aufstieg in die Regionalliga und beendete nach Ablauf der Saison seine Spielerkarriere.
Am 23. September 2007 unterschrieb Bode beim Oberligisten Delbrücker SC einen Vertrag als Cheftrainer und beerbte den fünf Tage zuvor entlassenen Werner Koch. Ende Oktober 2008 trat er von diesem Amt zurück.
Jörg Bode ist gelernter Maschinenbauer und arbeitet für die Firma Hartkämper in Bielefeld-Sennestadt.